# Adam Air
Adam Air — колишня авіакомпанія, що базується в Індонезії. Розпочавши свою діяльність у 2003 році, Adam Air розширила свою мережу до різних пунктів призначення по всій країні, а також до сусідніх країн Південно-Східної Азії. Попри своє зростання, авіакомпанія зазнала кількох інцидентів, пов'язаних з безпекою польотів, включаючи чотири великі авіакатастрофи, що врешті-решт призвело до її банкрутства та ліквідації у 2008 році.

## Історія
Авіакомпанія Adam Air була заснована у 2002 році індонезійським бізнесменом, спікером Палати представників Індонезії Агунг Лаксоно та Сандрою Анг. Сандра Анг походить з індонезійсько-китайської сім'ї, якій належала авіакомпанія. Авіакомпанія була названа на честь 26-річного сина Сандри Анг Адама Суермана, який був призначений головним виконавчим директором (CEO) авіакомпанії. Після навчання у США Суерман запропонував родині заснувати авіакомпанію.
Авіакомпанія була заснована у 2002 році і розпочала свою діяльність 19 грудня 2003 року з двома літаками Boeing 737-400, орендованими у GE Commercial Aviation Services, першим рейсом з Джакарти до Медана і Денпасара.
Adam Air брала участь у переговорах з багатьма приватними інвесторами, в тому числі обговорювала продаж 20% акцій Qantas, пропозицію поглинання від фонду прямих інвестицій Texas Pacific Group та заплановане первинне публічне розміщення акцій у Сінгапурі. Однак інтерес іноземних інвесторів зник після катастрофи рейсу 574.
Індонезійська інвестиційна компанія PT Bhakti Investama Tbk була зацікавлена в придбанні Adam Air. Компанія вже володіла часткою в PT Indonesia Air Transport Tbk, дочірній компанії Pt Media Nusantara Citra Tbk, найбільшої та найбільш інтегрованої медіа-групи в Південно-Східній Азії, а її президент Харі Джаджа заявив: "Враховуючи наш досвід роботи з IAT, яка має відмінні показники безпеки, ми впевнені, що зможемо створити позитивну синергію та покращити управління Adam Air". Зрештою, Adam Air продала п'ятдесятивідсоткову частку PT Bhakti Investama.
Авіаційний консультант Джеррі Соєятман заявив, що Adam Air стала успішною завдяки своєму "свіжому іміджу", маючи на увазі яскраві кольори лівреї та уніформи авіакомпанії. 22 серпня 2006 року Соєжатман написав на сайті Airliners.net, звинувативши авіакомпанію в поганому обслуговуванні своїх літаків, заявивши, що будь-який літак Adam Air ризикує перетворитися на "димлячу діру в землі".
Після катастрофи рейсу 292 авіакомпанії Adam Air в Батамі, PT Bhakti Investama і бізнес-консорціум Bright Star Perkasa, які разом володіють 50 відсотками акцій Adam Air, оголосили, що вони віддадуть свої інвестиції під заставу і продадуть свої акції засновникам перевізника. Представник Bhakti Investama по зв'язках з інвесторами Генрі Супарман не навів жодного конкретного інциденту з безпекою в авіакомпанії, але сказав, що Bhakti не побачила значного прогресу у вирішенні питань безпеки в авіакомпанії за минулий рік.

## Катастрофи та недоліки
Найвідоміша аварія за участю «Адам Ейр» сталася на Новий рік 2007 року, коли рейс 574 впав у Макассарську протоку, в результаті чого загинули всі 102 людини, що перебували на борту. Розслідування показало, що причиною аварії стала несправність навігаційної системи літака, яку екіпаж свідомо залишив без ремонту.
Окрім проблем з безпекою, Adam Air також була відома своїми суперечливими діловими практиками, такими як використання застарілих літаків і тенденція до надмірного бронювання рейсів. Авіакомпанію також критикували за погане ставлення до працівників і несвоєчасну виплату заробітної плати.

## Значна роль в авіаційній галузі
Попри свої недоліки, Adam Air відігравала значну роль в авіаційній галузі Індонезії, допомагаючи покращити доступ до віддалених районів і заохочуючи конкуренцію з іншими авіакомпаніями. Однак її падіння слугує пересторогою для інших авіакомпаній, які повинні надавати пріоритет безпеці та етичним методам ведення бізнесу.
Хоча Adam Air мала свої недоліки, не можна заперечувати, що авіакомпанія відіграла ключову роль у впровадженні змін в авіаційній галузі Індонезії. Adam Air відіграла важливу роль у розвитку кращого транспортного сполучення з віддаленими районами країни та проклала шлях до здорової конкуренції серед інших авіакомпаній. Однак доля Adam Air має слугувати застереженням для інших авіакомпаній щодо дотримання правил та належного інвестування в безпеку та етичні практики ведення бізнесу. Наслідуючи позитивний досвід Adam Air, але пам'ятаючи про її помилки, інші авіакомпанії можуть навчитися надавати кращий досвід своїм клієнтам, забезпечуючи при цьому їхню безпеку.